# Największe przeboje (album Wilków i Roberta Gawlińskiego)
Największe przeboje – kompilacyjny dwupłytowy album zawierający utwory Wilków i Roberta Gawlińskiego, wydany w 2000 roku przez wytwórnię Sony Music Entertainment Poland.

## Spis utworów
źródło:.

### CD 1
1. „Beze mnie o mnie” – 3:07
2. „Eroll” – 4:44
3. „Son of the Blue Sky (Abbey mix)” – 4:10
4. „Śpij mój śnie” – 3:13
5. „Nie zabiję nocy” – 4:22
6. „Trzy noce z deszczem” – 3:04
7. „Sid and Nancy” – 4:24
8. „Cień w Dolinie Mgieł” – 4:05
9. „Rachela” – 4:51
10. „Moja Baby” – 3:47
11. „Cherman” – 3:39
12. „Miasto we śnie” – 3:53
13. „Jeden raz odwiedzamy świat” – 3:28
14. „Folkowy” – 2:36
15. „N’avoie” – 2:52

### CD 2
1. „Gloria” – 3:49
2. „O miłości (pamięci Bogdana Łyszkiewicza)” – 3:39
3. „O sobie samym” – 3:02
4. „A moje bóstwa płaczą” – 5:02
5. „Nie stało się nic” – 3:05
6. „Czy czujesz czasem co czuję ja” – 3:07
7. „Sen o Warszawie” – 2:48
8. „Aborygen” – 3:51
9. „Jasne ulice” – 2:41
10. „Amiranda (Abbey mix)” – 3:40
11. „Mamy tylko chwilę” – 5:43
12. „Ballada Emanuel” – 5:31
13. „Eli Lama Sabachtani” – 3:33
14. „Dokąd zmierzamy” – 3:52
15. „Beniamin” – 5:30